# Spilopteron hubeiense
Spilopteron hubeiense är en stekelart som beskrevs av Wang 1997. Spilopteron hubeiense ingår i släktet Spilopteron och familjen brokparasitsteklar. Inga underarter finns listade i Catalogue of Life.